# Shomea k'oneh
Shomea k'oneh (in ebraico שומע כעונה‎?, "Uno che sente è l'equivalente di uno che recita") è un principio della Halakhah che, in generale, permette di realizzare il proprio obbligo di recitazione testuale (di preghiere o Scritture) con l'ascolto di un altro che  recita, mentre entrambi hanno l'intenzione di effettuare tale adempimento religioso. Il principio di shomea k'oneh è inoltre indicato come motivazione logica dell'adempimento dei requisiti per l'ascolto dello shofar suonato durante Rosh haShana, anche se i suoni non rappresentano una recitazione di testi.